# San Pedro de Latarce
San Pedro de Latarce es una localidad y un municipio de la provincia de Valladolid (Castilla y León, España) situado en la comarca de Tierra de Campos a orillas del río Sequillo. Según el Instituto Nacional de Estadística, el 1 de enero de 2020 tenía 476 habitantes.

## Toponimia

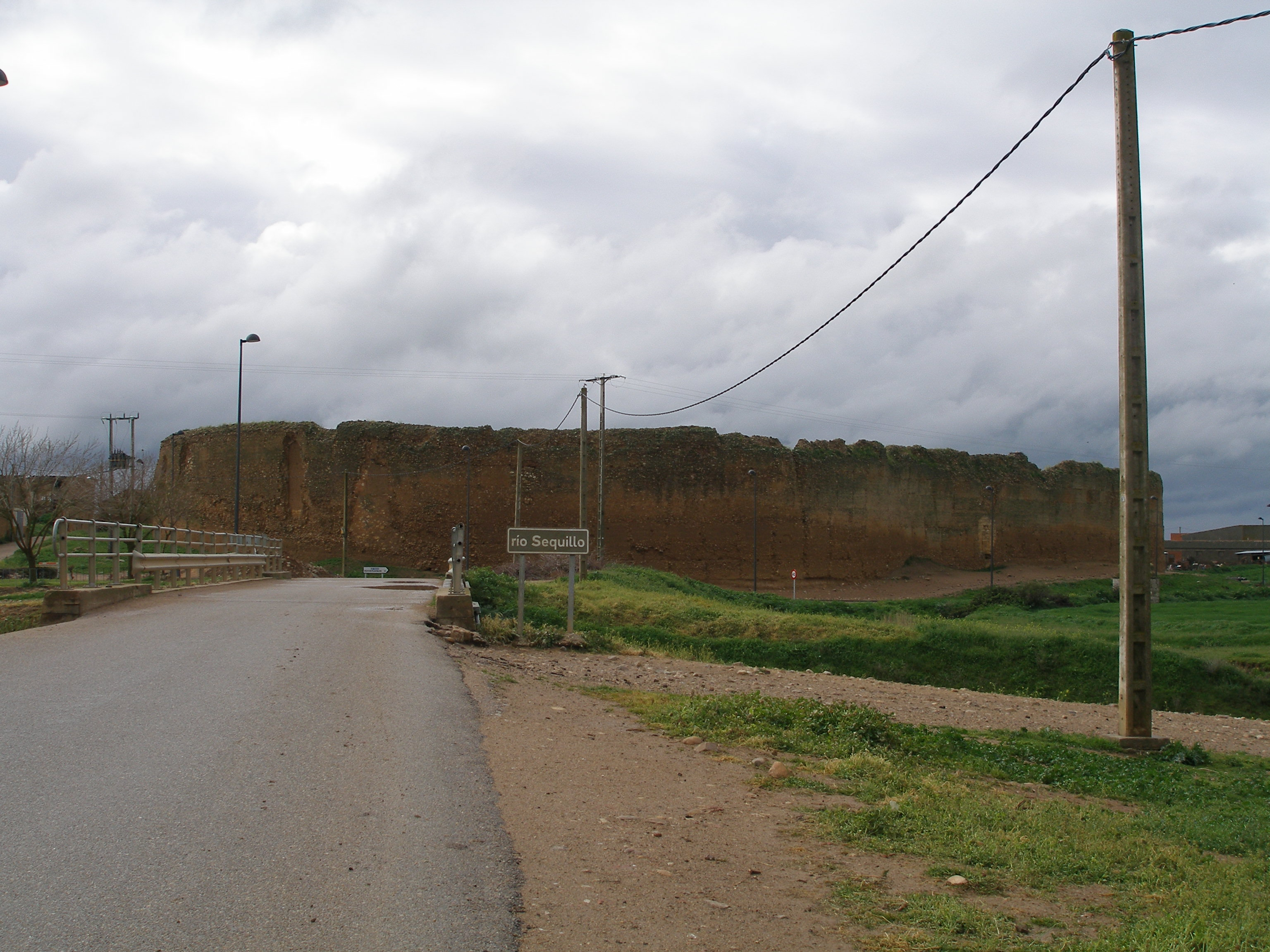
Vista de las murallas del Castillo desde la entrada del pueblo

Existen diversas teorías sobre el nombre de San Pedro de Latarce, unas afirman que el nombre de Latarce proviene de Atarfe, Atarfe proviene del vocablo árabe ar-tarf (límite), también pudiera ser que provenga de la palabra lata arce que significa en latín extensa fortaleza. 
Estas teorías tienen poco fundamento, pues a San Pedro en la Edad Media se lo llamó San Pedro de Taraza (Sancti Petrí de Taraza). Con ese nombre aparece en el Tratado de Fresno-Lavandera. 
Para Federico Wattenberg la palabra Taraza tiene raíz celtibérica y se refiera a frontera. Torozos deriva de la palabra Taraza, pudiendo ser los Montes Torozos montes de frontera, ya que a partir de ellos se halla una gran llanura como la Tierra de Campos, cuya barrera natural son los Montes Torozos. 
Según el vasco-francés, Jean-Baptiste Orpustan, profesor de literatura vasca (Universidad de Burdeos) y experto en toponimia, Latarce sería una alteración fonética o gráfica de un antiguo Lakar-tz(a).  
Existe una leyenda que dice que el nombre de Latarce proviene de un Moro llamado Tarfe que después de conquistar San Pedro le dio tal nombre. El nombre Tarfe con el trascurso del tiempo tornaría al nombre actual.

## Historia

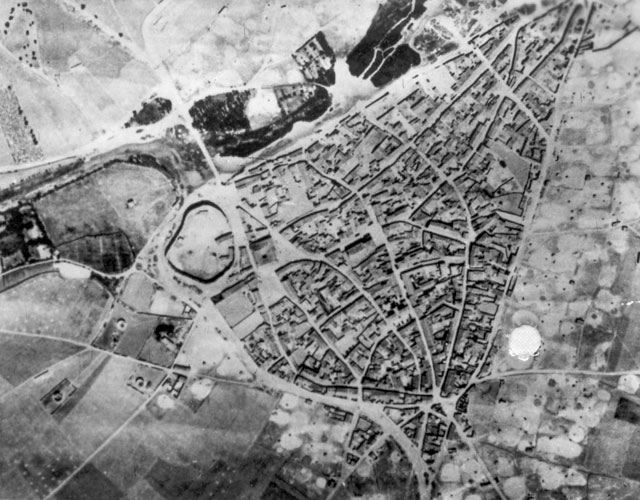
Vista aérea de la localidad, mediados del

Poblamiento de origen Romano, construido como puesto avanzado fronterizo en las guerras cántabras, formaba parte de un limes situado al borde de los montes Torozos. 
A principios del siglo XIII los templarios recibían San Pedro de Latarce tras una permuta realizada con Alfonso IX de León. Pronto San Pedro pasó a ser cabeza de una bailía de la orden del Temple, llegando a ser una de sus principales posesiones en la región. Después de la disolución del Temple en el siglo XIV, sus bienes pasaron a la Orden de San Juan. 
Fue lugar fronterizo entre los reinos de Castilla y de León. En 1183 tuvo lugar el tratado de Fresno-Lavandera entre el rey de Castilla Alfonso VIII y el de León Fernando II. Según el tratado, San Pedro quedaba bajo la jurisdicción del reino leonés. En tiempos de Alfonso IX de León, San Pedro fue donado a su mujer Berenguela de Castilla tras su divorcio en 1204. 
En tiempos del rey Alfonso XI, San Pedro estaba en posesión de Alvar Núñez de Osorio privado del rey, conde de Lemos, Trastámara y Sarria. 
En un censo de 1920 San Pedro tenía 1793 habitantes. Fruto de la migración a otras zonas más industrializadas de España, como Madrid o el País Vasco, San Pedro ha visto un descenso notable de población.

### SigloXIX
Así se describe a San Pedro de Latarce en la página 89 del tomo III del Diccionario geográfico-estadístico-histórico de España y sus posesiones de Ultramar, obra impulsada por Pascual Madoz a mediados del siglo XIX:

ATARCE (SAN PEDRO DEL)

Villa con ayuntamiento de la provincia, audiencia territorial y capitanía general de Valladolid (9 leguas), partido judicial de Mota del Marqués (3), diócesis de Zamora (8).
Situada en una dilatada llanura sobre la ribera meridional del Rioseco, y batida por todos los vientos, en particular los del NE y O, disfruta de un clima templado; siendo las enfermedades más comunes fiebres inflamatorias y algunos accidentes.
Forman el pueblo 400 casas de mediana construcción, entre las que se encuentra 1 palacio del Señor conde de Miranda, bastante destruido; la casa de ayuntamiento; 1 escuela de primera educación, común a ambos sexos; 1 iglesia parroquial bajo la advocación de Santa María de la Concepción, servida por 1 párroco cuyo curato es de entrada y de presentación del conde de Miranda; y 1 capilla dedicada a San Agustín, propia del repetido conde.
Confina el término por N con el de Cotanes; por E con el de Villar de Frades, por S con el de Castro Membibre; y por O con el de Belver tras de los Montes; extendiéndose a 1 legua en todas direcciones; dentro de él se encuentran 2 pozos de buenas aguas para el surtido del vecindario.
El terreno, fertilizado en parte por el indicado río, es de buena calidad y comprende 32.500 varas castellanas.
Sus caminos son 9, los locales que conducen a los pueblos confinantes, y los que van a Villalpando, Villamayor, Villanueva de los Caballeros, Villavelli y Vez de Marbán.
La correspondencia se recibe de la administración de Villar de Frades por 1 valijero; llega los lunes, jueves y sábados por la mañana; y sale los mismos días por la tarde.
Producciones: trigo, vino y legumbres de buena calidad, siendo las más abundantes las cosechas del trigo y del vino; hay ganado lanar, el más preferido en el pueblo; abundante caza de perdices y liebres, y alguna tenca en el río.
Su industria está reducida a 3 molinos harineros, 2 de agua y 1 de viento.
Población: 292 vecinos, 1.153 almas.

Capital productivo: 1.341.590 reales. Imponible: 134.159. El presupuesto asciende a 40.000 reales y se cubre por repartimiento vecinal.

## Geografía humana

### Demografía
Cuenta con una población de 434 habitantes (INE 2024).
| Gráfica de evolución demográfica de San Pedro de Latarce entre 1842 y 2021 |
| |
| Población de derecho según los censos de población del INE Población de hecho según los censos de población del INEEn estos censos se denominaba San Pedro del Atarce: 1842 y 1857 |

## Monumentos

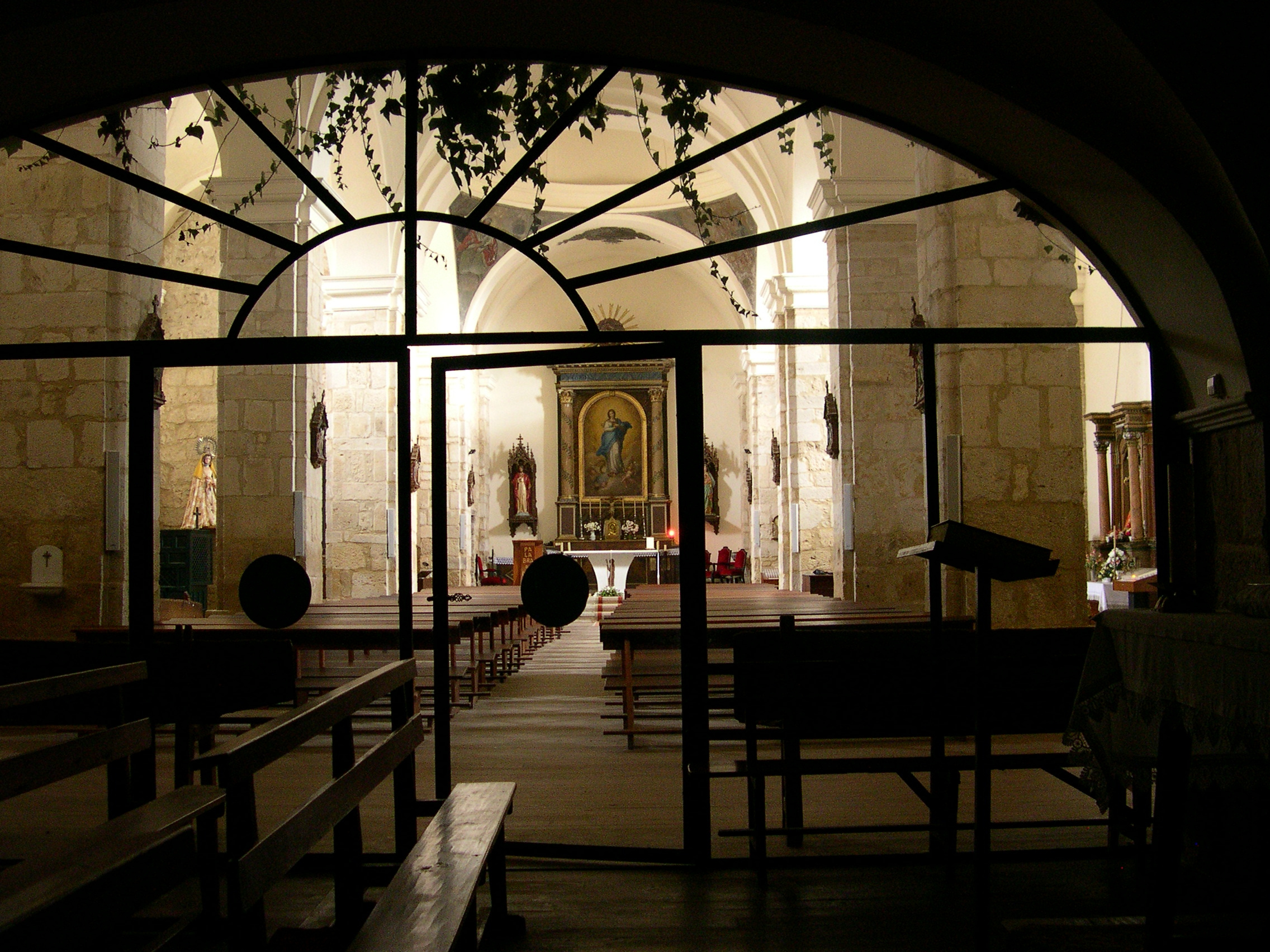
Vista desde el sotocoro del interior de la iglesia de la Inmaculada Concepción

- Castillo: conserva la muralla de hormigón y canto rodado: es de forma ovalada y está en estado ruinoso.
- Iglesia de la Inmaculada Concepción: del siglo XVI, fue reformada en el siglo XVIII.